# Dreiband-Europameisterschaft 1988

Logo CEB (ausrichtender Verband)

Veranstaltungsort: Vejle

Die Dreiband-Europameisterschaft 1988 war das 46. Turnier in dieser Disziplin des Karambolagebillards und fand vom 10. bis 13. März 1988 in Vejle in der dänischen Region Syddanmark statt. Es war nach 1964 und 1978 in Kopenhagen die dritte Dreiband-EM in Dänemark.

## Geschichte
Das Teilnehmerfeld der Europameisterschaft stand bis kurz vor Beginn des Turniers nicht fest, da der Deutsche Dieter Müller als Profi bei der BWA vom Deutschen Billard Bund nicht gemeldet wurde. Daraufhin wollte die BWA alle BWA Profis (Ceulemans, Dielis, van Bracht, Müller und Torbjörn Blomdahl) nicht starten lassen. Aus diesem Grund durfte Müller dann spielen. Es wurde wieder im Satzsystem gespielt. Sieger wurde zum dritten Mal nach 1985 und 1986 der Schwede Torbjörn Blomdahl. Im Finale besiegte er den Titelverteidiger Raymond Ceulemans mit 3:1 Sätzen. Von den drei deutschen Teilnehmern schaffte es nur Dieter Müller den Sprung in die KO-Runde. Im Viertelfinale war dann aber Schluss nach einer 5-Satz Niederlage gegen den belgischen Artistique Weltmeister Raymond Steylaerts. Sehr stark spielte Günter Siebert. In der stärksten Vorrundengruppe erreichte er trotz des zweitbesten Generaldurchschnitt (GD) nur Gruppenplatz vier. Erstmals in der Geschichte der Dreiband-EM wurde mit 1,024 die magische Marke von mehr als 1 im Turnierdurchschnitt gespielt.

## Modus
Gespielt wurde in der Vorrunde im System „Jeder gegen Jeden“ auf drei Gewinnsätze à 15 Punkte. Die beiden Gruppenersten qualifizierten sich für das Viertelfinale. Die Verlierer der KO-Spiele spielten die Plätze drei bis acht aus.

## Gruppenphase
| MP    | Match Points (Sieger = 2; Unentschieden = 1; Verlierer = 0) |
| Pkte. | Erzielte Karambolagen                                       |
| Aufn. | Benötigte Versuche                                          |
| GD    | Generaldurchschnitt                                         |
| BED   | Bester Einzeldurchschnitt eines Spielers                    |
| HS    | Höchstserie                                                 |
|       | Bester GD des Turniers                                      |
|       | Bester ED des Turniers                                      |
|       | Beste HS des Turniers                                       |
|       | 1. Platz (Gold)                                             |
|       | 2. Platz (Silber)                                           |
|       | 3. Platz (Bronze)                                           |

| Abschlusstabelle Gruppe A  | Abschlusstabelle Gruppe A | Abschlusstabelle Gruppe A | Abschlusstabelle Gruppe A | Abschlusstabelle Gruppe A | Abschlusstabelle Gruppe A | Abschlusstabelle Gruppe A | Abschlusstabelle Gruppe A | Abschlusstabelle Gruppe A |
| Platz                      | Name                      | MP                        | SV                        | Pkte                      | Aufn.                     | GD                        | BED                       | BSD                       |
| -------------------------- | ------------------------- | ------------------------- | ------------------------- | ------------------------- | ------------------------- | ------------------------- | ------------------------- | ------------------------- |
| 1                          | Raymond Ceulemans         | 8:0                       | 12:0                      | 180                       | 97                        | 1,855                     | 3,000                     | 5,000                     |
| 2                          | Antonio Oddo              | 6:2                       | 9:5                       | 169                       | 178                       | 0,949                     | 1,229                     | 2,142                     |
| 3                          | Jorge Theriaga            | 4:4                       | 7:7                       | 181                       | 173                       | 1,046                     | 1,444                     | 3,000                     |
| 4                          | Kurt Thøgersen            | 2:6                       | 5:10                      | 134                       | 163                       | 0,822                     | 1,075                     | 2,142                     |
| 5                          | Christian Zöllner         | 0:8                       | 1:12                      | 128                       | 164                       | 0,780                     | –                         | 1,363                     |
| Gruppendurchschnitt: 1,021 |                           |                           |                           |                           |                           |                           |                           |                           |

| Abschlusstabelle Gruppe B  | Abschlusstabelle Gruppe B | Abschlusstabelle Gruppe B | Abschlusstabelle Gruppe B | Abschlusstabelle Gruppe B | Abschlusstabelle Gruppe B | Abschlusstabelle Gruppe B | Abschlusstabelle Gruppe B | Abschlusstabelle Gruppe B |
| Platz                      | Name                      | MP                        | SV                        | Pkte                      | Aufn.                     | GD                        | BED                       | BSD                       |
| -------------------------- | ------------------------- | ------------------------- | ------------------------- | ------------------------- | ------------------------- | ------------------------- | ------------------------- | ------------------------- |
| 1                          | Torbjörn Blomdahl         | 8:0                       | 12:0                      | 180                       | 119                       | 1,512                     | 2,647                     | 3,750                     |
| 2                          | Raymond Steylaerts        | 6:2                       | 9:4                       | 172                       | 148                       | 1,162                     | 1,285                     | 2,500                     |
| 3                          | John Korte                | 4:4                       | 6:9                       | 160                       | 179                       | 0,893                     | 1,163                     | 5,000                     |
| 4                          | José Carrillo             | 2:6                       | 5:9                       | 151                       | 185                       | 0,816                     | 1,022                     | 1,500                     |
| 5                          | Georges Papageorgiou      | 0:8                       | 2:12                      | 116                       | 176                       | 0,659                     | –                         | 0,937                     |
| Gruppendurchschnitt: 0,965 |                           |                           |                           |                           |                           |                           |                           |                           |

| Abschlusstabelle Gruppe C  | Abschlusstabelle Gruppe C | Abschlusstabelle Gruppe C | Abschlusstabelle Gruppe C | Abschlusstabelle Gruppe C | Abschlusstabelle Gruppe C | Abschlusstabelle Gruppe C | Abschlusstabelle Gruppe C | Abschlusstabelle Gruppe C |
| Platz                      | Name                      | MP                        | SV                        | Pkte                      | Aufn.                     | GD                        | BED                       | BSD                       |
| -------------------------- | ------------------------- | ------------------------- | ------------------------- | ------------------------- | ------------------------- | ------------------------- | ------------------------- | ------------------------- |
| 1                          | Francis Connesson         | 8:0                       | 12:2                      | 199                       | 149                       | 1,335                     | 1,666                     | 2,142                     |
| 2                          | Christ van der Smissen    | 6:2                       | 10:6                      | 208                       | 179                       | 1,162                     | 1,607                     | 2,500                     |
| 3                          | Ludo Dielis               | 4:4                       | 7:9                       | 182                       | 164                       | 1,109                     | 1,259                     | 3,000                     |
| 4                          | Günter Siebert            | 2:6                       | 6:9                       | 179                       | 151                       | 1,185                     | 1,607                     | 2,500                     |
| 5                          | Wolfgang Anreitter        | 0:8                       | 3:12                      | 127                       | 173                       | 0,734                     | –                         | 1,500                     |
| Gruppendurchschnitt: 1,096 |                           |                           |                           |                           |                           |                           |                           |                           |

| Abschlusstabelle Gruppe D  | Abschlusstabelle Gruppe D | Abschlusstabelle Gruppe D | Abschlusstabelle Gruppe D | Abschlusstabelle Gruppe D | Abschlusstabelle Gruppe D | Abschlusstabelle Gruppe D | Abschlusstabelle Gruppe D | Abschlusstabelle Gruppe D |
| Platz                      | Name                      | MP                        | SV                        | Pkte                      | Aufn.                     | GD                        | BED                       | BSD                       |
| -------------------------- | ------------------------- | ------------------------- | ------------------------- | ------------------------- | ------------------------- | ------------------------- | ------------------------- | ------------------------- |
| 1                          | Dieter Müller             | 8:0                       | 12:7                      | 244                       | 230                       | 1,060                     | 1,346                     | 2,500                     |
| 2                          | Lennart Blomdahl          | 6:2                       | 11:8                      | 228                       | 249                       | 0,915                     | 1,166                     | 1,666                     |
| 3                          | Karsten Lieberkind        | 4:4                       | 10:7                      | 218                       | 208                       | 1,048                     | 1,250                     | 1,875                     |
| 4                          | Rini van Bracht           | 2:6                       | 8:9                       | 204                       | 213                       | 0,957                     | 1,250                     | 2,142                     |
| 5                          | Jan Niederlander          | 0:8                       | 2:12                      | 126                       | 166                       | 0,759                     | –                         | 1,363                     |
| Gruppendurchschnitt: 0,956 |                           |                           |                           |                           |                           |                           |                           |                           |

## Endrunde
|  | Viertelfinale 3 Gewinnsätze à 15 Punkte | Viertelfinale 3 Gewinnsätze à 15 Punkte | Viertelfinale 3 Gewinnsätze à 15 Punkte | Viertelfinale 3 Gewinnsätze à 15 Punkte | Viertelfinale 3 Gewinnsätze à 15 Punkte | Viertelfinale 3 Gewinnsätze à 15 Punkte |                   |                        | Halbfinale 3 Gewinnsätze à 15 Punkte | Halbfinale 3 Gewinnsätze à 15 Punkte | Halbfinale 3 Gewinnsätze à 15 Punkte | Halbfinale 3 Gewinnsätze à 15 Punkte | Halbfinale 3 Gewinnsätze à 15 Punkte | Halbfinale 3 Gewinnsätze à 15 Punkte |    |    | Finale 3 Gewinnsätze à 15 Punkte | Finale 3 Gewinnsätze à 15 Punkte | Finale 3 Gewinnsätze à 15 Punkte | Finale 3 Gewinnsätze à 15 Punkte | Finale 3 Gewinnsätze à 15 Punkte | Finale 3 Gewinnsätze à 15 Punkte |
|  |                                         |                                         |                                         |                                         |                                         |                                         |                   |                        |                                      |                                      |                                      |                                      |                                      |                                      |    |    |                                  |                                  |                                  |                                  |                                  |                                  |
|  |                                         | MP                                      | SP                                      | GD                                      | BSD                                     | HS                                      |                   |                        |                                      |                                      |                                      |                                      |                                      |                                      |    |    |                                  |                                  |                                  |                                  |                                  |                                  |
|  |                                         | MP                                      | SP                                      | GD                                      | BSD                                     | HS                                      |                   |                        |                                      |                                      |                                      |                                      |                                      |                                      |    |    |                                  |                                  |                                  |                                  |                                  |                                  |
|  | Raymond Ceulemans                       | 2                                       | 3                                       | 1,031                                   | 1,363                                   | -                                       |                   |                        |                                      |                                      |                                      |                                      |                                      |                                      |    |    |                                  |                                  |                                  |                                  |                                  |                                  |
|  | Raymond Ceulemans                       | 2                                       | 3                                       | 1,031                                   | 1,363                                   | -                                       |                   | MP                     | SP                                   | GD                                   | BSD                                  | HS                                   |                                      |                                      |    |    |                                  |                                  |                                  |                                  |                                  |                                  |
|  | Antonio Oddo                            | 0                                       | 2                                       | 1,047                                   | 1,071                                   | -                                       |                   | MP                     | SP                                   | GD                                   | BSD                                  | HS                                   |                                      |                                      |    |    |                                  |                                  |                                  |                                  |                                  |                                  |
|  | Antonio Oddo                            | 0                                       | 2                                       | 1,047                                   | 1,071                                   | -                                       | Raymond Ceulemans | 2                      | 3                                    | 1,702                                | 5,000                                | -                                    |                                      |                                      |    |    |                                  |                                  |                                  |                                  |                                  |                                  |
|  |                                         | MP                                      | SP                                      | GD                                      | BSD                                     | HS                                      | Raymond Ceulemans | 2                      | 3                                    | 1,702                                | 5,000                                | -                                    |                                      |                                      |    |    |                                  |                                  |                                  |                                  |                                  |                                  |
|  |                                         | MP                                      | SP                                      | GD                                      | BSD                                     | HS                                      |                   | Christ van der Smissen | 0                                    | 2                                    | 1,243                                | 2,500                                | -                                    |                                      |    |    |                                  |                                  |                                  |                                  |                                  |                                  |
|  | Francis Connesson                       | 0                                       | 0                                       | 0,914                                   | –                                       | -                                       |                   | Christ van der Smissen | 0                                    | 2                                    | 1,243                                | 2,500                                | -                                    |                                      |    |    |                                  |                                  |                                  |                                  |                                  |                                  |
|  | Francis Connesson                       | 0                                       | 0                                       | 0,914                                   | –                                       | -                                       |                   |                        |                                      |                                      |                                      |                                      |                                      | MP                                   | SP | GD | BSD                              | HS                               |                                  |                                  |                                  |                                  |
|  | Christ van der Smissen                  | 2                                       | 3                                       | 1,250                                   | 2,142                                   | -                                       |                   |                        |                                      |                                      |                                      |                                      |                                      | MP                                   | SP | GD | BSD                              | HS                               |                                  |                                  |                                  |                                  |
|  | Christ van der Smissen                  | 2                                       | 3                                       | 1,250                                   | 2,142                                   | -                                       | Raymond Ceulemans | 0                      | 1                                    | 1,051                                | 1,875                                | -                                    |                                      |                                      |    |    |                                  |                                  |                                  |                                  |                                  |                                  |
|  |                                         | MP                                      | SP                                      | GD                                      | BSD                                     | HS                                      | Raymond Ceulemans | 0                      | 1                                    | 1,051                                | 1,875                                | -                                    |                                      |                                      |    |    |                                  |                                  |                                  |                                  |                                  |                                  |
|  |                                         | MP                                      | SP                                      | GD                                      | BSD                                     | HS                                      |                   | Torbjörn Blomdahl      | 2                                    | 3                                    | 1,350                                | 1,666                                | -                                    |                                      |    |    |                                  |                                  |                                  |                                  |                                  |                                  |
|  | Torbjörn Blomdahl                       | 2                                       | 3                                       | 2,142                                   | 3,750                                   | -                                       |                   | Torbjörn Blomdahl      | 2                                    | 3                                    | 1,350                                | 1,666                                | -                                    |                                      |    |    |                                  |                                  |                                  |                                  |                                  |                                  |
|  | Torbjörn Blomdahl                       | 2                                       | 3                                       | 2,142                                   | 3,750                                   | -                                       |                   | MP                     | SP                                   | GD                                   | BSD                                  | HS                                   |                                      |                                      |    |    |                                  |                                  |                                  |                                  |                                  |                                  |
|  | Lennart Blomdahl                        | 0                                       | 0                                       | 0,800                                   | –                                       | -                                       |                   | MP                     | SP                                   | GD                                   | BSD                                  | HS                                   |                                      |                                      |    |    |                                  |                                  |                                  |                                  |                                  |                                  |
|  | Lennart Blomdahl                        | 0                                       | 0                                       | 0,800                                   | –                                       | -                                       | Torbjörn Blomdahl | 2                      | 3                                    | 1,285                                | 2,142                                | -                                    |                                      |                                      |    |    |                                  |                                  |                                  |                                  |                                  |                                  |
|  |                                         | MP                                      | SP                                      | GD                                      | BSD                                     | HS                                      | Torbjörn Blomdahl | 2                      | 3                                    | 1,285                                | 2,142                                | -                                    |                                      |                                      |    |    |                                  |                                  |                                  |                                  |                                  |                                  |
|  |                                         | MP                                      | SP                                      | GD                                      | BSD                                     | HS                                      |                   | Raymond Steylaerts     | 0                                    | 0                                    | 0,787                                | –                                    | -                                    |                                      |    |    |                                  |                                  |                                  |                                  |                                  |                                  |
|  | Dieter Müller                           | 0                                       | 2                                       | 0,842                                   | 1,153                                   | -                                       |                   | Raymond Steylaerts     | 0                                    | 0                                    | 0,787                                | –                                    | -                                    |                                      |    |    |                                  |                                  |                                  |                                  |                                  |                                  |
|  | Dieter Müller                           | 0                                       | 2                                       | 0,842                                   | 1,153                                   | -                                       |                   |                        |                                      |                                      |                                      |                                      |                                      |                                      |    |    |                                  |                                  |                                  |                                  |                                  |                                  |
|  | Raymond Steylaerts                      | 2                                       | 3                                       | 0,845                                   | 1,500                                   | -                                       |                   |                        |                                      |                                      |                                      |                                      |                                      |                                      |    |    |                                  |                                  |                                  |                                  |                                  |                                  |
|  | Raymond Steylaerts                      | 2                                       | 3                                       | 0,845                                   | 1,500                                   | -                                       |                   |                        |                                      |                                      |                                      |                                      |                                      |                                      |    |    |                                  |                                  |                                  |                                  |                                  |                                  |

### Platzierungsspiele
| Platz            | Name                   | MP  | SV  | Pkte | Aufn. | GD    | BSD   |
| ---------------- | ---------------------- | --- | --- | ---- | ----- | ----- | ----- |
| Spiel um Platz 3 |                        |     |     |      |       |       |       |
| 3                | Christ van der Smissen | 2:0 | 3:1 | 58   | 45    | 1,288 | 1,500 |
| 4                | Raymond Steylaerts     | 0:2 | 1:3 | 50   | 44    | 1,136 | 1,666 |
| Spiel um Platz 5 |                        |     |     |      |       |       |       |
| 5                | Francis Connesson      | 2:0 | 3:2 | 65   | 59    | 1,101 | 2,500 |
| 6                | Dieter Müller          | 0:2 | 2:3 | 49   | 58    | 0,844 | 1,153 |
| Spiel um Platz 7 |                        |     |     |      |       |       |       |
| 7                | Lennart Blomdahl       | 2:0 | 3:0 | 45   | 31    | 1,406 | 1,666 |
| 8                | Antonio Oddo           | 0:2 | 0:3 | 19   | 30    | 0,633 | –     |

## Abschlusstabelle
| Endklassement              | Endklassement          | Endklassement | Endklassement | Endklassement | Endklassement | Endklassement | Endklassement | Endklassement |
| Platz                      | Name                   | MP            | SV            | Pkte          | Aufn.         | GD            | BED           | BSD           |
| -------------------------- | ---------------------- | ------------- | ------------- | ------------- | ------------- | ------------- | ------------- | ------------- |
| 1                          | Torbjörn Blomdahl      | 14:0          | 21:1          | 324           | 215           | 1,506         | 2,647         | 3,750         |
| 2                          | Raymond Ceulemans      | 12:2          | 19:7          | 350           | 237           | 1,476         | 3,000         | 5,000         |
| 3                          | Christ van der Smissen | 10:4          | 18:10         | 357           | 297           | 1,202         | 1,607         | 2,500         |
| 4                          | Raymond Steylaerts     | 8:6           | 13:12         | 307           | 295           | 1,040         | 1,285         | 2,500         |
| 5                          | Francis Connesson      | 10:2          | 15:7          | 296           | 243           | 1,218         | 1,666         | 2,500         |
| 6                          | Dieter Müller          | 8:4           | 16:13         | 352           | 358           | 0,983         | 1,346         | 2,500         |
| 7                          | Lennart Blomdahl       | 8:4           | 14:11         | 288           | 300           | 0,960         | 1,406         | 1,666         |
| 8                          | Antonio Oddo           | 6:6           | 11:11         | 254           | 273           | 0,937         | 1,229         | 2,142         |
| 9                          | Karsten Lieberkind     | 4:4           | 10:7          | 218           | 208           | 1,048         | 1,250         | 1,875         |
| 10                         | Jorge Theriaga         | 4:4           | 7:7           | 181           | 173           | 1,052         | 1,444         | 3,000         |
| 11                         | Ludo Dielis            | 4:4           | 7:9           | 182           | 164           | 1,109         | 1,685         | 3,000         |
| 12                         | John Korte             | 4:4           | 6:9           | 160           | 179           | 0,893         | 1,163         | 5,000         |
| 13                         | Rini van Bracht        | 2:6           | 8:9           | 204           | 213           | 0,957         | 1,250         | 2,142         |
| 14                         | Günter Siebert         | 2:6           | 6:9           | 179           | 151           | 1,185         | 1,607         | 2,500         |
| 15                         | José Carrillo          | 2:6           | 5:9           | 151           | 185           | 0,816         | 1,022         | 1,500         |
| 16                         | Kurt Thøgersen         | 2:6           | 5:10          | 134           | 163           | 0,822         | 1,075         | 2,142         |
| 17                         | Wolfgang Anreitter     | 0:8           | 3:12          | 127           | 173           | 0,734         | –             | 1,500         |
| 18                         | Jan Niederlander       | 0:8           | 2:12          | 126           | 166           | 0,759         | –             | 1,363         |
| 19                         | Georges Papageorgiou   | 0:8           | 2:12          | 116           | 176           | 0,659         | –             | 0,937         |
| 20                         | Christian Zöllner      | 0:8           | 1:12          | 128           | 164           | 0,780         | –             | 1,363         |
| Turnierdurchschnitt: 1,024 |                        |               |               |               |               |               |               |               |